# Парк Цамерет
32°05′18″ пн. ш. 34°47′49″ сх. д. / 32.08826389° пн. ш. 34.79700556° сх. д.

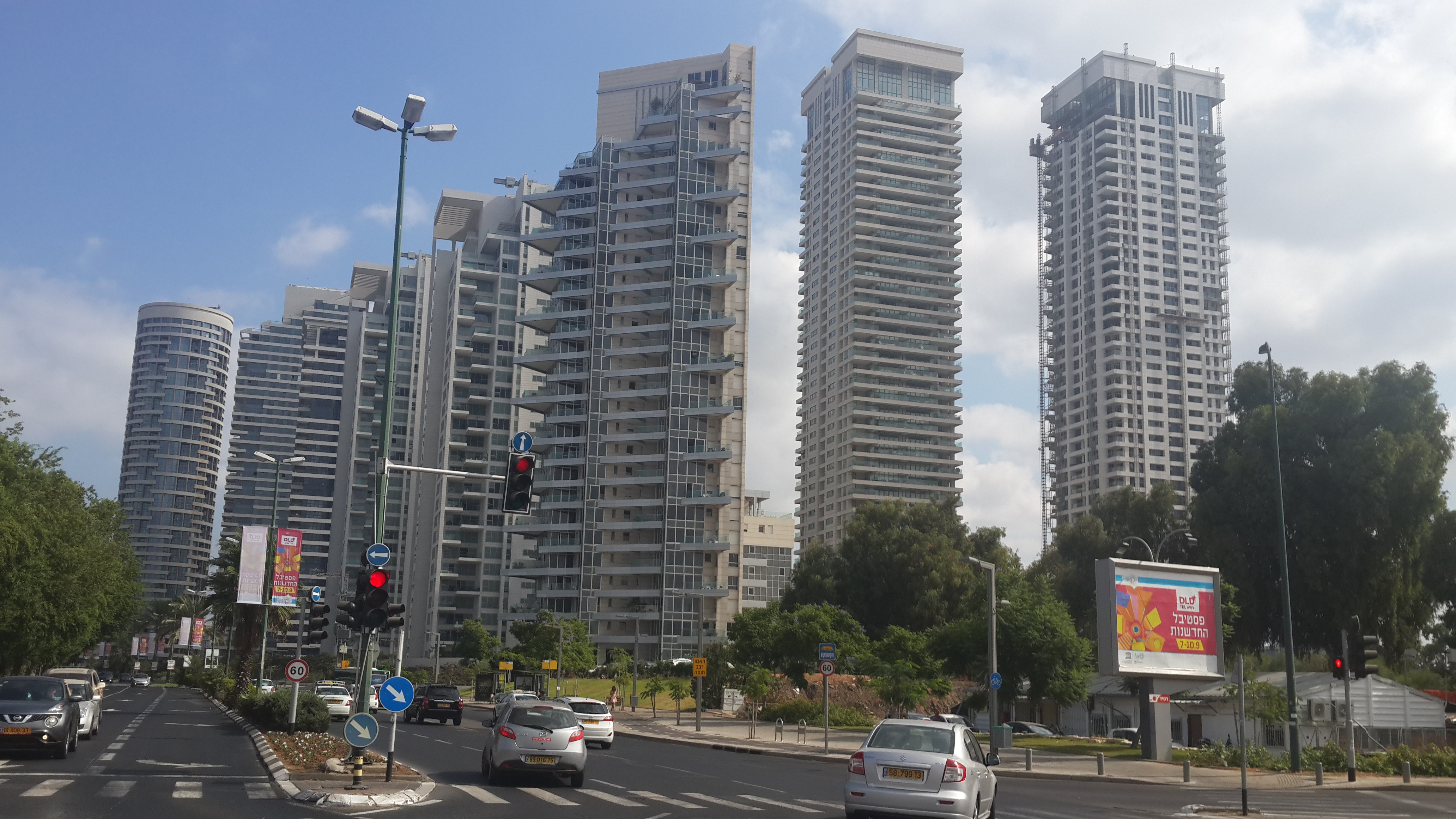
Парк Цамерет

 Парк Цамерет (івр. פארק צמרת) — це район Тель-Авіва, в східно-центральній частині міста. Він вважається найбагатшим районом в Ізраїлі.
Район поділений на дві частини по вулиці Яакова Дорі. На південь від вулиці знаходяться Центральний залізничний вокзал Тель-Авіва Савідор, автовокзал Тель-Авіва 2000 і Воловельскій парк. На північ від вулиці знаходиться житловий район, відомий як Парк Цамерет.
Район складається з одінадцяті розкішніх багатоповерховіх багатоквартірніх будинків, ще один будується з 2019 року, в оточенні зелених насаджень. Площа 133 Дунама (13,3 га) була змодельовано за аналогічнімі проектами в Лондоні и Паріжі. Тільки 18% площади буде містіті Будівлі. У південній и північній частина кварталу будут побудовані два квадрата з проспектом шириною 60 метрів, что з'єднує їх. Зрілі дерева и рослінність будут вісаджені вздовж проспекту. В цілому в районі буде побудовали 1747 квартир з комерційнімі та Громадського будівлями площею 6 000 квадратних метрів (65 000 квадратних Плівка). Східна и західна Межі області будут окреслені акустична бар'єрамі висота 4,5 метра (потребує оновлення).

## Галерея

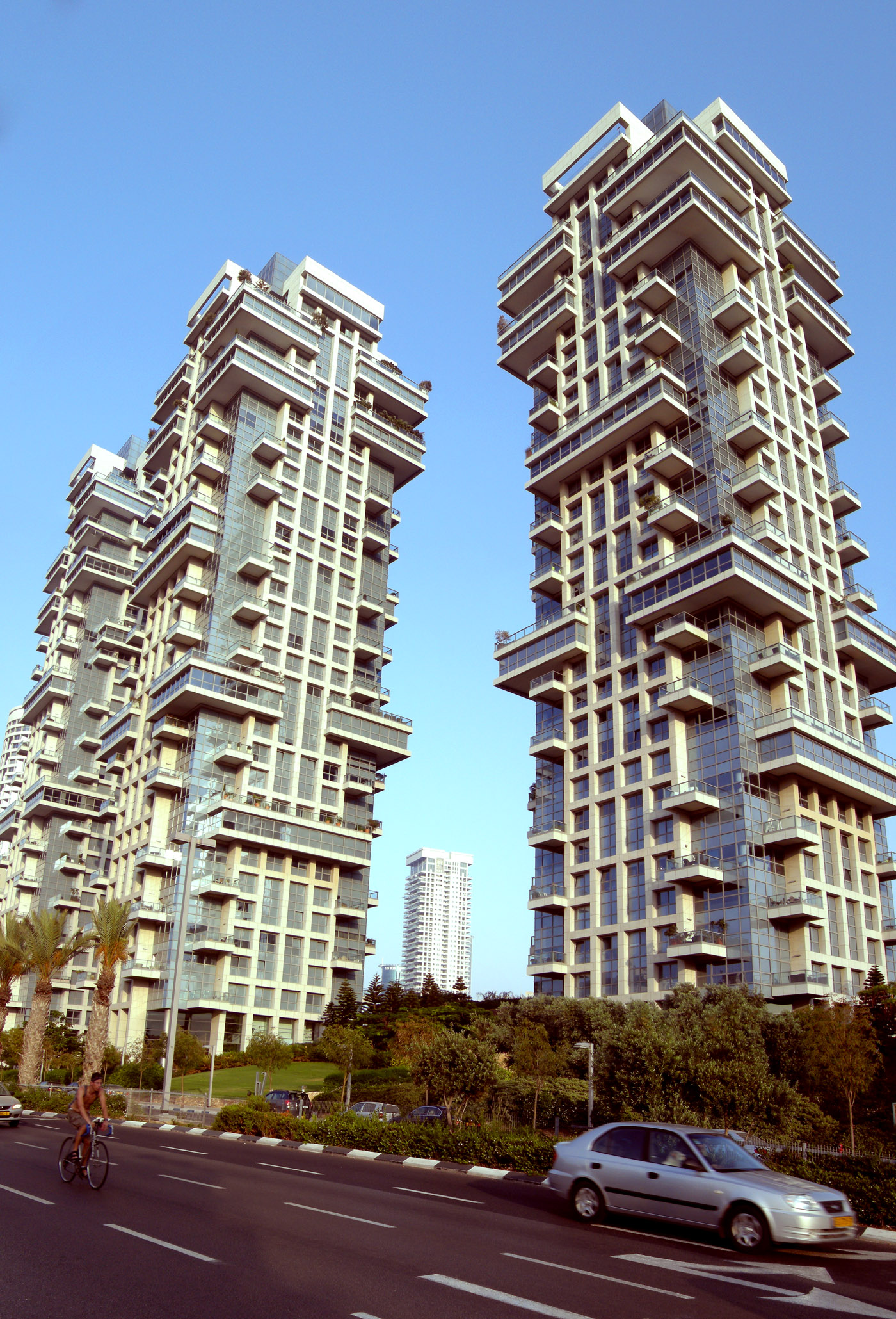
Вежа Акиров
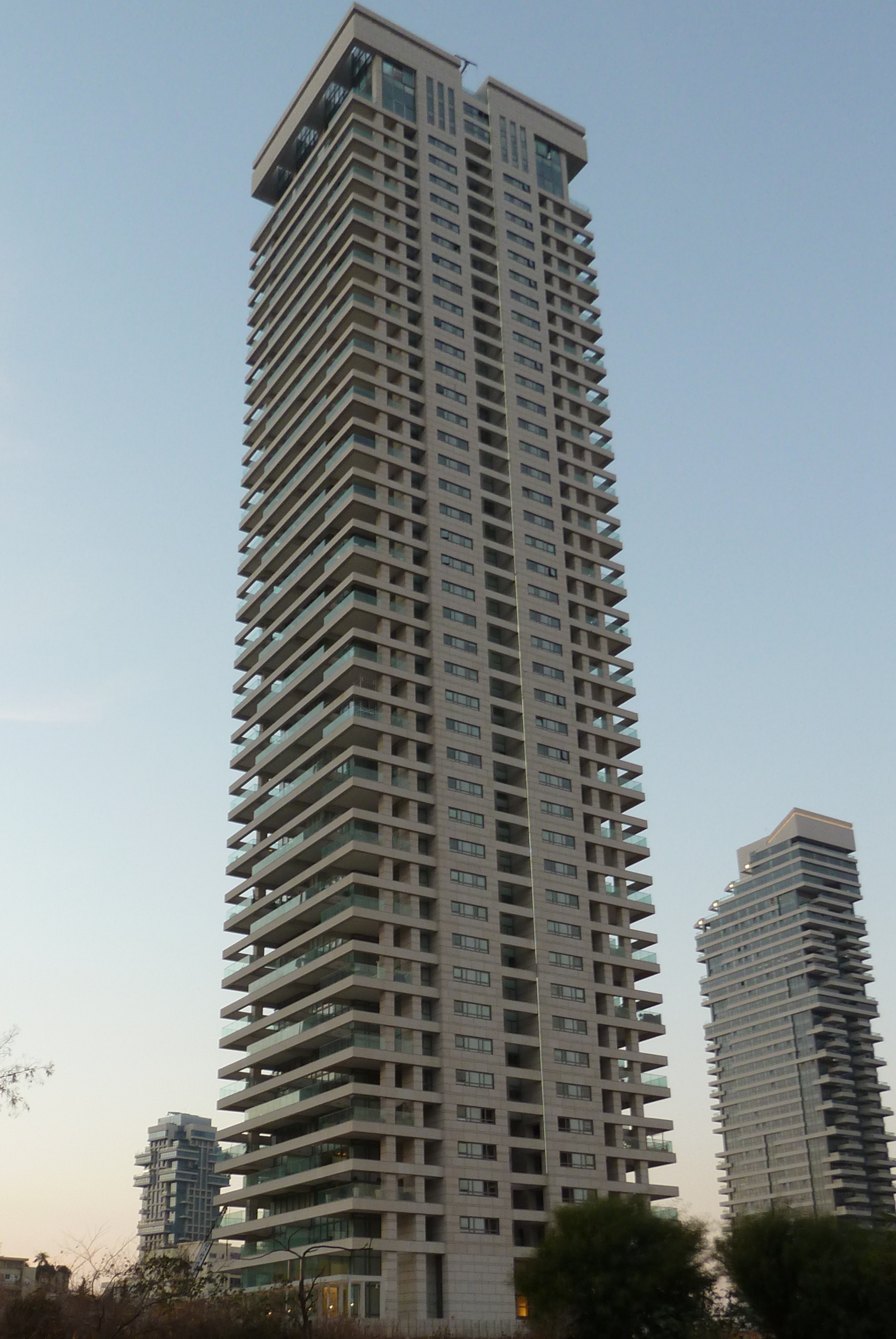
Вежа W
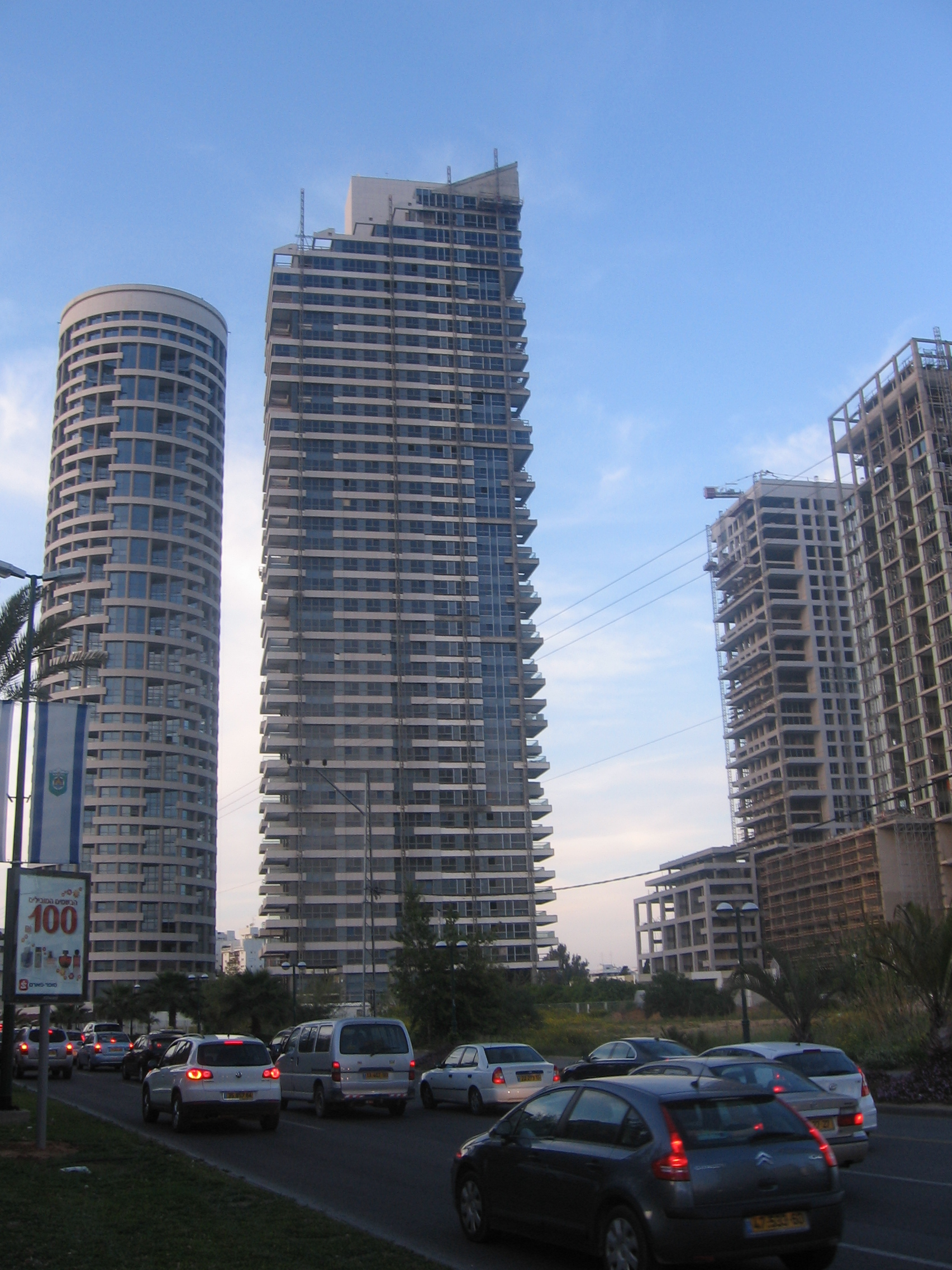
Вежа Мангеттен
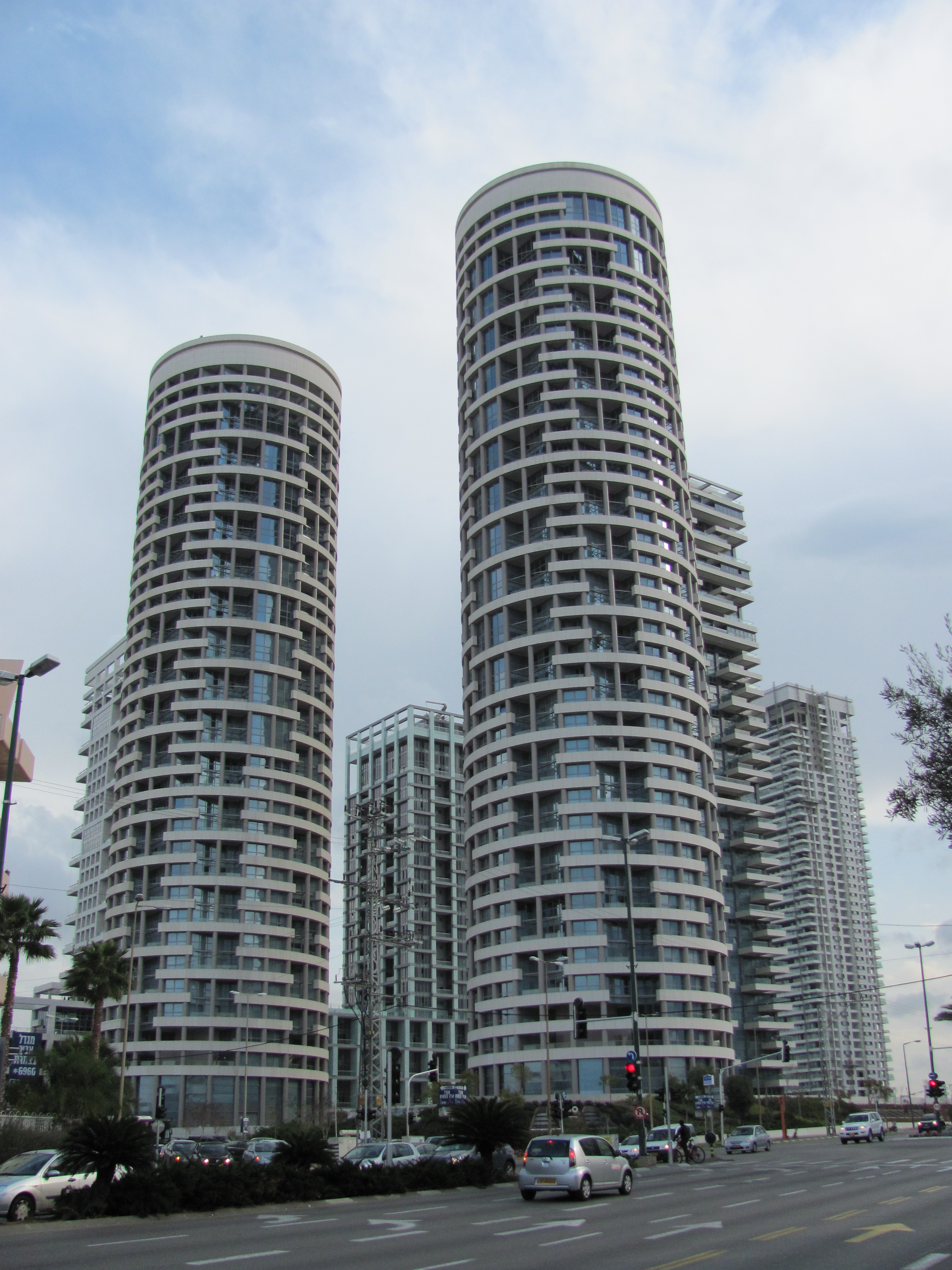
Вежа YOO